# August Dvorak
August Dvořák (5. května 1894 – 10. října 1975) byl americký výukový psycholog a profesor vzdělávání na Washingtonské univerzitě. Spolu se svým švagrem Williamem Dealeym vytvořili ve 30. letech 20. století rozložení klávesnice Dvorak jako náhradu za rozložení klávesnice QWERTY. Ve 40. letech 20. století navrhl Dvorak rozložení klávesnice pro jednu ruku.
Dvorak a Dealey spolu s Nellie Merrick a Gertrude Ford napsali knihu Typewriting Behavior, která vyšla v roce 1936. Kniha je elaborátem z oblasti psychologie a fyziologie psaní na klávesnici.